# Bathylagus gracilis
Bathylagus gracilis är en fiskart som beskrevs av Lönnberg, 1905. Bathylagus gracilis ingår i släktet Bathylagus och familjen Bathylagidae. Inga underarter finns listade.